# Almería (provins)
Almería er en provins i det sydlige Spanien i den østlige del af den autonome region Andalusien. Den omgives af provinserne Granada, Murcia og Middelhavet. Provinsens hovedstad er Almería.
Den vigtigste økonomiske sektor er drivhusgartneri. Flere millioner ton grøntsager bliver årlig eksporteret til andre lande, og drivhusene er et dominerende træk i landskabet.
Turismen er det næststørste erhverv i provinsen.